# لاسلو نمش
لاسلو نمش (مجاری: László Nemes؛ زادهٔ ۱۸ فوریهٔ ۱۹۷۷) کارگردان و فیلم‌نامه‌نویس اهل مجارستان است. در سال ۲۰۱۵ فیلم پسر شائول به کارگردانی او در بخش مسابقه جشنواره فیلم کن به نمایش درآمد و مورد استقبال قرار گرفت.

## زندگینامه
لاسلو نمش در بوداپست به دنیا آمد ولی در پاریس بزرگ شد. در کودکی به فیلم‌سازی علاقه‌مند شد و در زیرزمین خانه مسکونیشان در پاریس فیلم کوتاه می‌ساخت. پس از تحصیل در رشته‌های تاریخ، روابط بین‌الملل و فیلم‌نامه‌نویسی، کار خودش در سینما را به عنوان دستیار کارگردان در پاریس و بوداپست آغاز کرد. وی به مدت دو سال دستیار بلا تار کارگردان شهیر اهل مجارستان بود. پس از ساختن اولین فیلم کوتاه ۳۵ میلی‌متری خود، جهت تحصیل در رشته کارگردانی به نیویورک نقل مکان کرد. در سپتامبر ۲۰۱۱ لاسلو نمش با استفاده از کمک هزینه سینه فونداسیون به مدت ۵ ماه در پاریس به سر برد و آنجا توانست به کمک کلارا رویر طرح فیلم‌نامه پسر شائول را گسترش دهد و نهایی کند.

## فیلم شناسی

#### فیلم های بلند
پسر شائول (2015)
غروب (2018)

#### فیلمهای کوتاه
با کمی صبر (2007) (14 دقیقه ، 35 میلی متر)
طرف مقابل (2008) (14 دقیقه ، 35 میلی متر)
جنتلمن مرخصی می گیرد (2010) (29 دقیقه ، 35 میلی متر)

## جوایز
جایزه کوسوث (۲۰۱۶)

فیلم های بلند
۲۰۱۵ - جشنواره فیلم کن - جایزه بزرگ
۲۰۱۵ - جشنواره فیلم کن - جایزه مسابقه فیپرشی
۲۰۱۵ - جشنواره فیلم کن - جایزه فرانسوا شال
۲۰۱۶ - گلدن گلوب بهترین فیلم خارجی زبان
۲۰۱۶ - جایزه Spirit Independent برای بهترین فیلم بین المللی
۲۰۱۶ - اسکار بهترین فیلم خارجی زبان
۲۰۱۷ - جایزه بفتا برای بهترین فیلم غیر انگلیسی زبان
۲۰۱۸ - 75 مین جشنواره بین المللی فیلم ونیز - جایزه فیپرشی
۲۰۱۸ - پانزدهمین جشنواره فیلم سویا - جایزه Eurimages به بهترین تولید مشترک اروپا
۲۰۱۹ - نهمین جشنواره بین المللی فیلم پکن - بهترین کارگردان